# Galante Musik

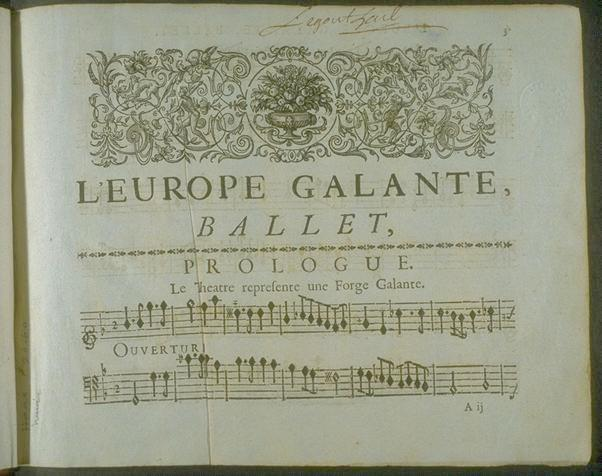
André Campra, L'Europe galante zweite Auflage (1698)

Galante Musik ist zum einen Musik, die nach Stilempfinden des 17. und 18. Jahrhunderts dem Ideal des „Galanten“ Rechnung trägt. Der Begriff fand zum anderen eine Verengung in der Musikwissenschaft des 19. und 20. Jahrhunderts: Im Vordergrund stehen dabei Kompositionen, denen eine Abkehr vom Barock in seiner eher rhetorischen Formensprache attestiert werden kann, die gleichzeitig jedoch nur bedingt der Vorklassik beigemessene Qualitäten aufweisen. Der galante Stil lässt sich an dieser Stelle als Schritt auf den formal freieren empfindsamen Stil sehen, der die Frühklassik vorbereitete.

## Urteilsmuster des 17. und 18. Jahrhunderts

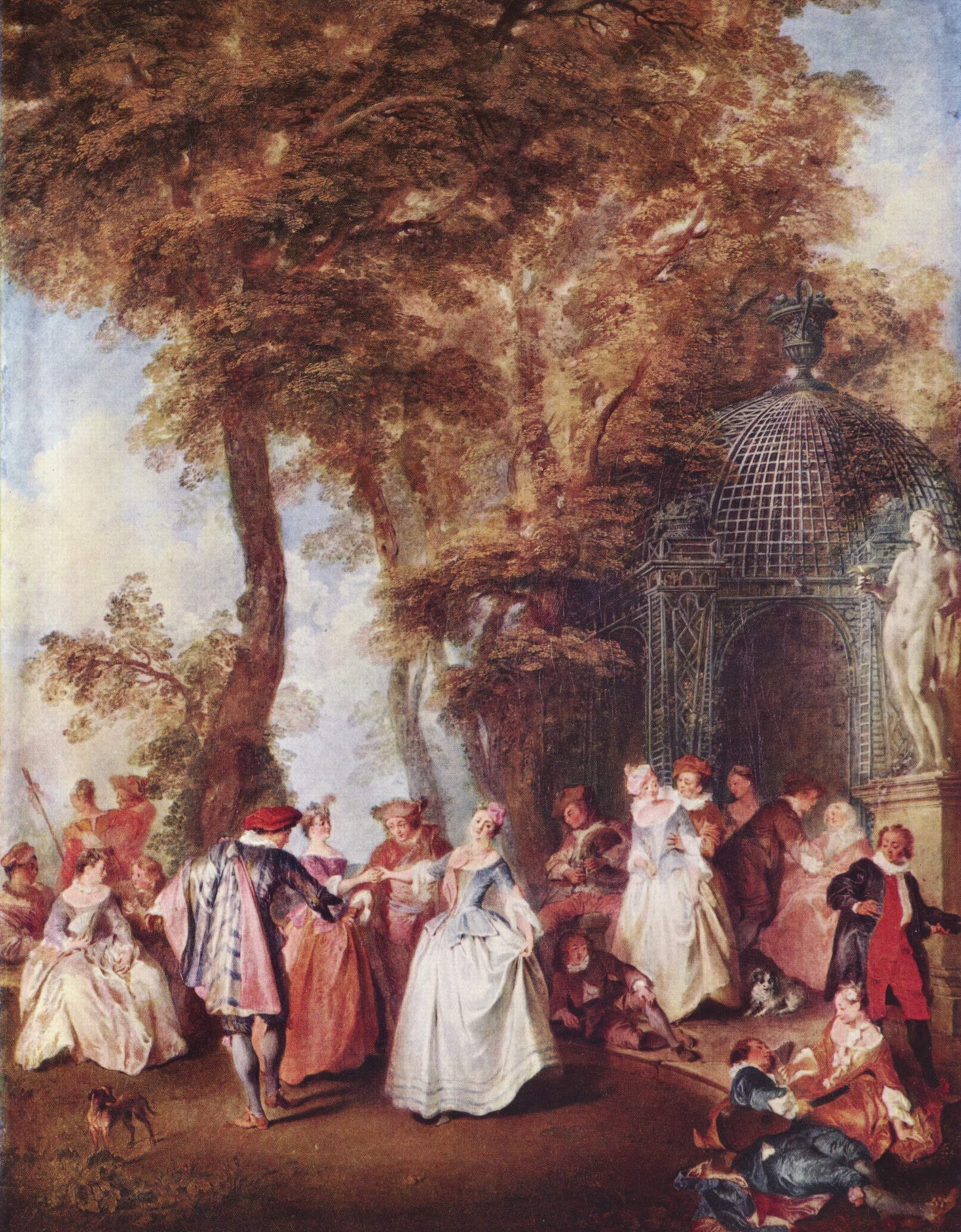
Nicolas Lancret: Fête galante ("Das Moulinet"), ca. 1730. Potsdam, Schloss Sanssouci

Der originär auf Conduite, ein spezifisches (ritterliches) Verhalten bezogene Begriff ließ sich im 17. Jahrhundert nur bedingt auf Musik anwenden. Dabei besteht ein Zusammenhang zum künstlerischen Genre der Fête galante, das von Watteau begründet wurde und seit 1717 klar als solches definiert war. Im Blick auf galante Sujets ist das Wort in mehreren Kompositionen ausdrücklich mit Musik verbunden, so in André Campras L’Europe galante (1697) wie in Jean-Philippe Rameaus Les Indes galantes (1735). Beide Kompositionen feiern die Übereinkunft Europas respektive der Welt in einem galanten Liebesideal. In L’Europe galante huldigt Europa allerorten dem Ideal der galanten Liebe. In Rameaus Opéra-Ballet bestimmt sie selbst das Leben der Menschen in fernen und exotischen Ländern wie Persien, Türkei, der Inkas in Peru und der „Wilden“ in Amerika.
Von galanter Musik wird im 17. Jahrhundert vor allem in Geschmacksurteilen gesprochen, und diese beziehen sich breitgefächert auf die Darbietung, wie auf die Kunst der Komposition. Opern mit Liebeshandlung sind per se galant, sobald man sie etwa mit geistlicher Musik vergleicht. Liebeslieder sind noch klarer in ihrer Interaktion wie in ihrer Verbindung mit galanter Poesie galant. Die Interaktion einer Sängerin mit dem Publikum kann für das Geschmacksurteil sorgen. Kompositionsstrukturen sind damit anfänglich jedoch nur bedingt abgebildet. Die großen Hauptstile sind italienisch, französisch oder gemischt respektive deutsch. Das Wort „galant“ steht gegenüber diesen Einordnungen frei zur Verfügung. Wie in der Poesiekritik kommt es im ausgehenden 17. Jahrhundert zunehmend für alle Kleinformen als Würdigung in Frage. Es steht dabei zumeist für das „Nette“ und Angenehme, die satztechnisch relativ (oder scheinbar) einfache, aber elegante und gefällige Komposition, die sich mit anderen Adjektiven nicht in ihrem intimen Genuss würdigen ließe.

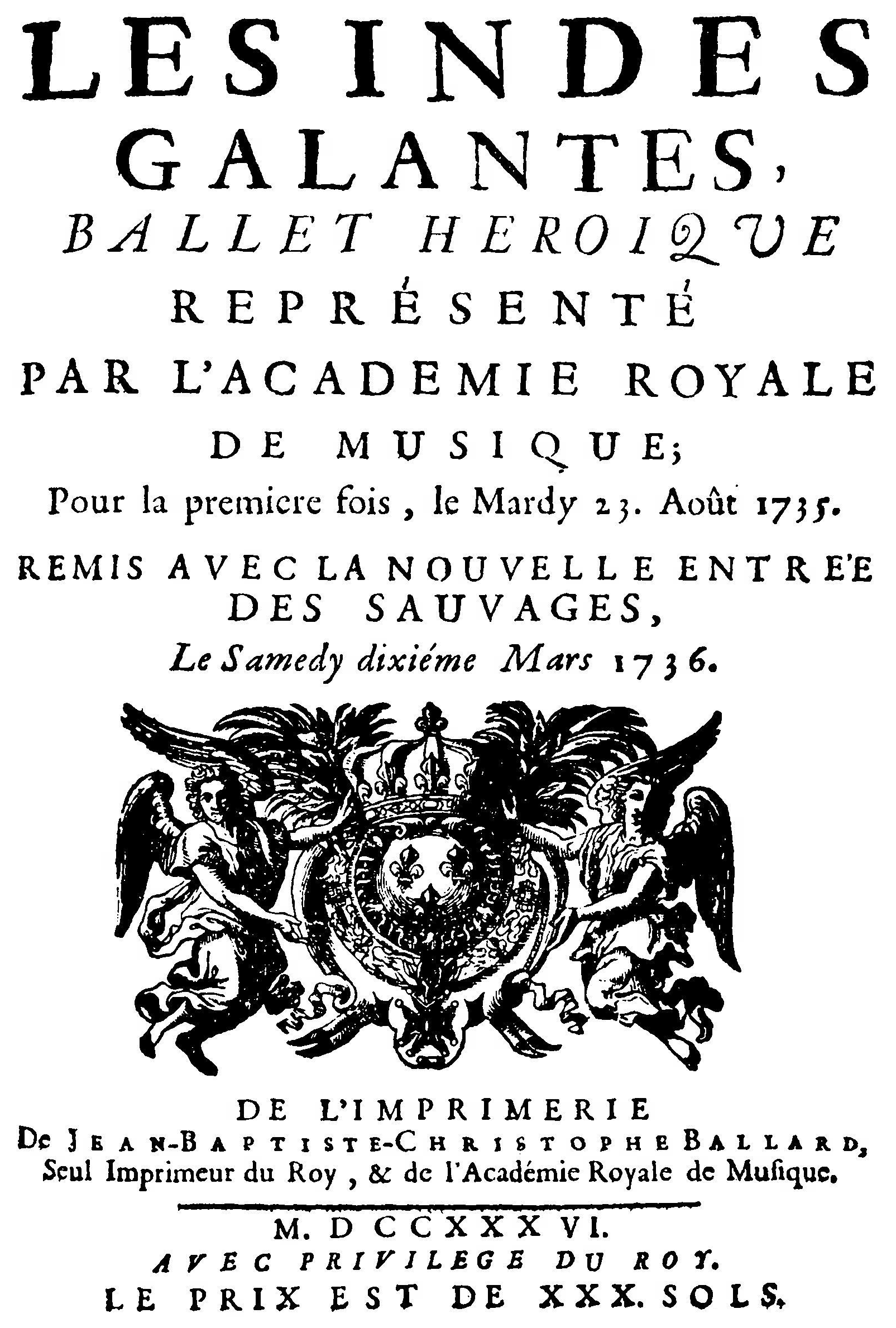
Louis Fuzelier und Jean-Philippe Rameau, Les Indes Galantes (1735/36)

Ein Musikstück ist galant, wenn es dem Publikum angenehme Unterhaltung und elegante Zerstreuung bietet, also Musik ist, die sich zum Divertissement eignet. Entscheidend ist ein musikästhetisches Vergnügen, wozu auch stilistische Vielfalt, Tanzbarkeit, eventuell auch Aufführbarkeit im Rahmen einer galanten Festlichkeit gehören. Entsprechende Arrangements von galanten Detailstudien bieten die Suiten-Sammlungen Michel-Richard Delalandes, François Couperins und Marin Marais’, die im frühen 18. Jahrhundert kleine Musikstücke zu bunten Themensträußen zusammenfügen. Auf der Suche nach etwas Charakteristischem, nach Musik für den Moment einer überraschenden Empfindung, die spielerisch und zugleich geistreich mit Erwartungen umgeht, aber nicht zu kompliziert, schwierig oder „belastend“ wirkt, entstehen hier eigene Kompositionen, die Zeitgenossen als galant einstufen. Wie bei galanter Poesie und Erzählkunst wird der „nette“ oder hübsche Einfall als galant gewürdigt, der Verzicht auf "mathematische" Pedanterie, eine Mischung aus (scheinbarer) Leichtigkeit und Freiheit, die mit bon Goût (geschmackvoll), Esprit (Geist) und Eleganz genutzt wird.
Vor allem Kompositionen, bei denen nicht eine kontrapunktisch-strenge, „mathematisch errechnete“ Formvollendung angestrebt wird, wie sie in der Tradition des stile antico im Vordergrund steht, werden im 17. Jahrhundert zunehmend als „galant“ bezeichnet. In einem ähnlichen Sinne schreibt bereits 1640 Pietro Della Valle an Guidiccioni über einen von ihm beobachteten Wandel des musikalischen Stils des berühmten Organisten und Cembalisten Girolamo Frescobaldi:

„Und wenn er heute eine andere Manier verwendet, mit mehr Galanterie 'alla moderna' (= nach moderner Art), – die Euer Herrschaft nicht so gut gefällt, – so muss er das tun, weil er wohl mit der Erfahrung gelernt hat, dass, wenn er allen Leuten gefallen will, diese Art eben galanter ist, obwohl weniger wissenschaftlich; und wenn er es schafft, wirklich Vergnügen zu bereiten, haben der Ton und der Spieler nicht mehr zu fordern.“

Im gleichen Sinne schreibt Johann Mattheson 80 Jahre später (in Das forschende Orchestre, 1721) – und nennt dabei einige seiner Zeitgenossen beim Namen, die er zu dieser Zeit zu den galantesten zählt:

„Glaubet wohl ein Mensch in dieser Welt, / daß die allerberühmtesten und galantesten Componisten in Europa, als Gio. Mar. Capelli, Anton. Bononcini, Franc. Gasparini, Bened. Marcello, Vivaldi, Caldara, Alessand. Scarlatti, Lotti, Keiser / Händel / Telemann etc. bey allen ihren wunderschönen Sachen wohl einen eintzigen Circul-Strich [= Zirkelstrich] gethan haben / dadurch ihre Arbeit besser / als sonst geraten wäre ? Und alles Volck ruft : Nein ! Nun sind sie aber ihrer vortreflichen / musicalischen (nicht mathematischen) Wissenschaft / ihrer grossen Kundschafft menschlicher Gemüther und Regungen, ihres ingenii [= Geistes] wegen / was sie sind; nicht aber in regard [= hinsichtlich] der arithmetique und der Zahlen.“

Mattheson erklärt in einer Fußnote zu dieser Textstelle, wie er das Wort „galant“ hier verstanden wissen möchte: 

„Zwischen galant und galant ist ein Unterschied. Wenn der Herr Rector Hübner von der Pedanterie und der Galanterie als zwo Pesten der Schulen schreibet / so verstehet er durch die letztere eben nicht viel Gutes. So wie man heutiges Tages gar manches verdächtiges Frauenzimmer / ja wohl garstige Kranckheiten / mit einem galanten Praedicato zu belegen pfleget. Die Italiäner aber verstehen durch einen galant huomo einen wackern / geschickten / tüchtigen und redlichen Kerl, / un valent'uomo, wie ich es in alten Autoribus … oft je geschrieben finde. Und in solchem / als seinen rechten genuinen Verstande / nehmen wir das Wort auch hier.“

### Galanter Stil
Aus den Würdigungen einer freieren Verwendung der Formen entwickelt sich im frühen 18. Jahrhundert ein eigener Diskurs über den galanten Stil in der Musik. Autoren wie Johann Mattheson, Johann David Heinichen oder Johann Joachim Quantz führen ihn in kritischen Journalen, in Werken des Kompositionsunterrichts wie in Vorworten von Partiturdrucken. Ein wichtiges Definitionskriterium für den galanten Stil wird dabei der Verzicht auf strenge oder gebundene Schreibart. Geschmacksurteile des frühen 18. Jahrhunderts finden damit eine theoretische Fundierung. Der galante Stil gibt der Homophonie neuen Wert, achtet auf Kantabilität und Melodielinie und erteilt dem strengen Kontrapunkt wie den komplizierten Kompositionsmustern des stile antico eine Absage. Mitte des 18. Jahrhunderts erfasst schließlich die Empfindsamkeitsdebatte das Galante. Wo ursprünglich neue Möglichkeiten des Vergnügens, der Schönheit, Eleganz und des Divertissements gesucht wurden, geht es jetzt darum, grundlegend Freiheit für das Gefühl zu gewinnen. Der galante Stil wird nun als Gegenpol zu konventionalisierten, rhetorischeren Kompositionsformen des 17. Jahrhunderts definiert und weist in dieser Konfrontation in die Frühklassik. Obwohl auch in Johann Sebastian Bachs Spätwerk Ansätze des galanten Stils erkennbar sind, wird ihm als Vertreter des stile antico die Positionierung im Galanten entzogen, ein Epochenbruch für das mittlere 18. Jahrhundert definiert.

### Galanterie

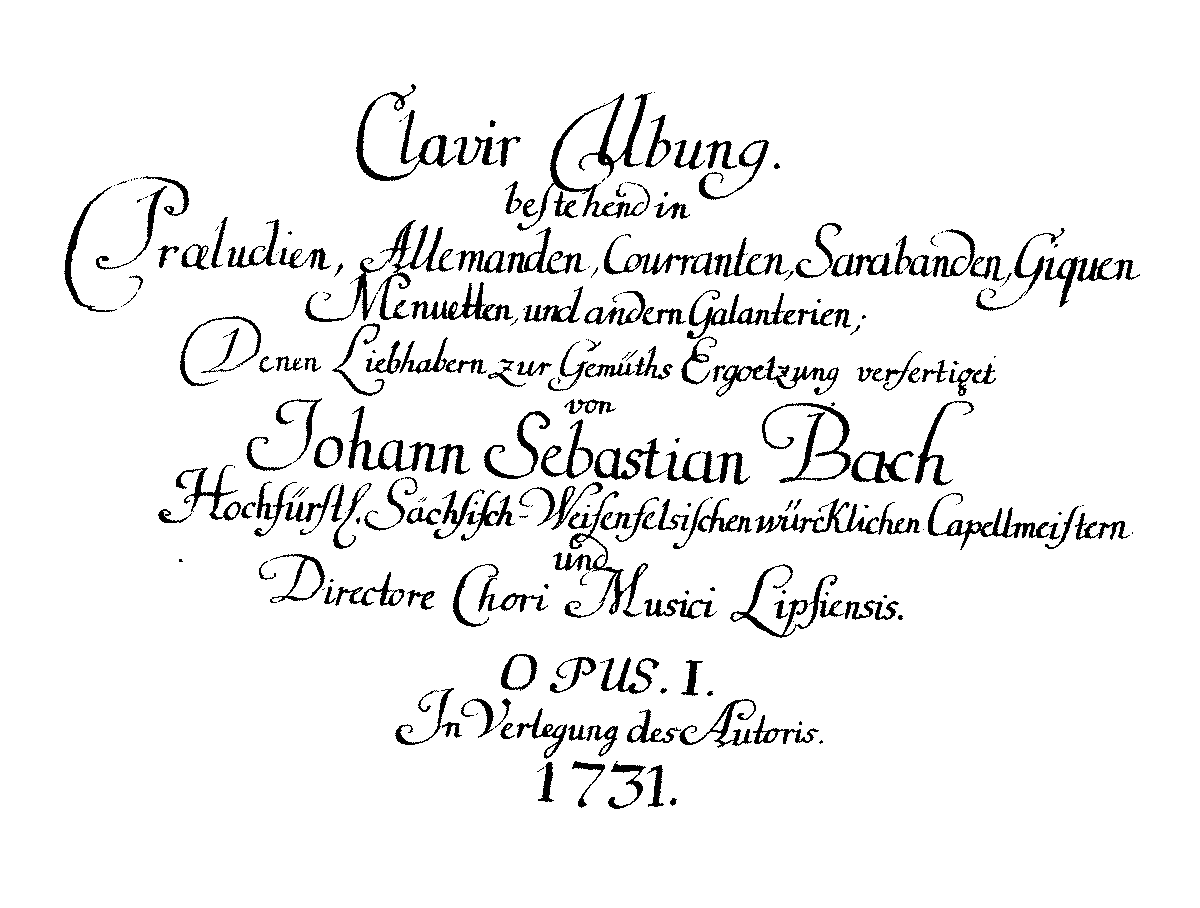
Johann Sebastian Bach: "Clavir Übung op. I", 1731, Titelseite

In der Musik des 17. und 18. Jahrhunderts bezeichnet der Begriff „Galanterie“ innerhalb der Suite alle Arten von Tänzen oder effektvollen Charakterstücken, die nach der Ouverture oder der festgelegten Folge der traditionellen und musikalisch relativ komplexen (oder gravitätischen) Grundtänze Allemande, Courante und Sarabande nicht notwendig auftauchen müssten, jedoch zur Überraschung und Auflockerung, also zum Divertissement, eingebaut werden. Dazu gehören vor allem solche Tänze, die am Hofe Ludwigs XIV. in Versailles und im französischen Bühnentanz in Mode gekommen waren, wie z. B. Gavotte, Menuett, Bourrée, Rigaudon, Air, Passepied, Loure, Forlane u. a. Der Fantasie bei Charakterstücken waren rein theoretisch keine Grenzen gesetzt, es gibt jedoch einige Titel, die vor allem in Deutschland bei Telemann, Bach, Händel, Graupner u. a. öfters vorkommen, wie: Badinerie (Scherz), Réjouissance (Fröhlichkeit), Carillon (Glockenspiel) etc.

## Galanter Stil (20. Jahrhundert)
Seit dem 20. Jahrhundert versteht man unter dem Begriff „galanter Stil“ in einem etwas engeren Blickwinkel Musik zwischen Spätbarock und Klassik, die sich durch bereits oben genannte Merkmale wie einfache Satzstruktur, Betonung der Melodielinie und der Dur-Tonarten, also insgesamt durch eine gewisse "Leichtigkeit" vom hochbarocken Stil abhebt, in Richtung zu einem musikalischen Rokoko. Diese modernen stilistischen Entwicklungen gingen vor allem mit der sogenannten neapolitanischen Schule ab den 1720er Jahren einher, und auch in einem etwas abgeschwächten Maße in der französischen Musik der gleichen Zeit. In Deutschland gilt Telemann als ein stilistischer Vorreiter. Typische Komponisten sind etwa Pergolesi, Leonardo Vinci, Francesco Feo, Leonardo Leo, Johann Adolph Hasse, Johann Gottlieb und Carl Heinrich Graun, Franz und Georg Anton Benda, Jacques Hotteterre, Joseph-Bodin de Boismortier, Michel Corrette u. a.
Der Begriff wurde bzw. wird gelegentlich auch abschätzig verwendet für eine Musik, die im Vergleich mit den komplexen kontrapunktischen Künsten vor allem des zeitgleich wirkenden Johann Sebastian Bach oder mit den Oratorien Händels als relativ „primitiv“, ja „billig“ oder sogar „minderwertig“ angesehen wurde und vielleicht noch wird. Ähnliches ist allerdings schon vom alternden Händel überliefert, der sich seit den 30er-Jahren manchmal über die moderne Musik jüngerer Komponisten amüsierte und 1746 die kompositorischen Künste des 30-jährigen Christoph Willibald Gluck mit denen seines (allerdings sehr musikalischen) Kochs Gustav Waltz verglich.
Diese moderneren musikalischen Strömungen führten zur musikalischen Klassik und bildeten das stilistische Fundament der Musik von Joseph Haydn und Wolfgang Amadeus Mozart.